# Фомкіно (Бокситогорський район)
Фомкіно (рос. Фомкино) — присілок Бокситогорського району Ленінградської області Росії. Входить до складу Анісімовського сільського поселення.
Населення — 1 особа (2007 рік).